# Équipe d'Allemagne de l'Est de football en 1970
Il s'agit des matchs de la sélection est-allemande au cours de l'année 1970.

## Matchs et résultats
| Match amical                            | Pologne   | 1 – 1   | Allemagne de l'Est | Stade Henryk Reyman, Cracovie                          |                                                        |
| 16 mai 1970 · Historique des rencontres | Deyna 20e | (1 - 1) | 22e Vogel          | Spectateurs : 35 000 Arbitrage : M. Rainea ( Roumanie) | Spectateurs : 35 000 Arbitrage : M. Rainea ( Roumanie) |

| Match amical                                | Allemagne de l'Est                                     | 5 – 0   | Irak | Ernst-Abbe-Sportfeld, Iéna                                |                                                           |
| 26 juillet 1970 · Historique des rencontres | P. Ducke 8e 21e · Kreische 37e · Vogel 47e · Weise 88e | (3 - 0) |      | Spectateurs : 10 000 Arbitrage : M. Piotrowicz ( Pologne) | Spectateurs : 10 000 Arbitrage : M. Piotrowicz ( Pologne) |

| Match amical                                 | Allemagne de l'Est                                                        | 5 – 0   | Pologne | Ostseestadion, Rostock                                           |                                                                  |
| 6 septembre 1970 · Historique des rencontres | Strempel 36e · Stein 48e · Kreische 55e · Vogel 67e (pen.) · Kreische 84e | (1 - 0) |         | Spectateurs : 15 000 Arbitrage : M. Bocharov ( Union soviétique) | Spectateurs : 15 000 Arbitrage : M. Bocharov ( Union soviétique) |

| Éliminatoires de l'Euro 1972                 | Allemagne de l'Est | 1 – 0   | Pays-Bas | Rudolf-Harbig-Stadion, Dresde                         |                                                       |
| 11 novembre 1970 · Historique des rencontres | P. Ducke 56e       | (0 - 0) |          | Spectateurs : 35 000 Arbitrage : M. Liedberg ( Suède) | Spectateurs : 35 000 Arbitrage : M. Liedberg ( Suède) |

| Éliminatoires de l'Euro 1972                 | Luxembourg | 0 – 5   | Allemagne de l'Est                   | Stade municipal, Luxembourg (ville)                  |                                                      |
| 15 novembre 1970 · Historique des rencontres |            | (0 - 4) | 21e Vogel · 29e 36e 39e 78e Kreische | Spectateurs : 3 000 Arbitrage : M. Bucheli ( Suisse) | Spectateurs : 3 000 Arbitrage : M. Bucheli ( Suisse) |

| Éliminatoires de l'Euro 1972                 | Angleterre                        | 3 – 1   | Allemagne de l'Est | Wembley Stadium (1923), Londres                         |                                                         |
| 25 novembre 1970 · Historique des rencontres | Lee 12e · Peters 21e · Clarke 63e | (2 - 1) | ? Vogel            | Spectateurs : 100 000 Arbitrage : M. Scheurer ( Suisse) | Spectateurs : 100 000 Arbitrage : M. Scheurer ( Suisse) |